# Heksanol
Heksan-1-ol – organiczny związek chemiczny z grupy alkanoli, stosowany w chemii organicznej jako rozpuszczalnik oraz do produkcji perfum.